# یواس‌اس کاستر (ای‌پی‌ای-۴۰)
یواس‌اس کاستر (ای‌پی‌ای-۴۰) (به انگلیسی: USS Custer (APA-40)) یک کشتی بود که طول آن ۴۹۲ فوت (۱۵۰ متر) بود. این کشتی در سال ۱۹۴۲ ساخته شد.